# Nederlandse kampioenschappen schaatsen afstanden 1998 - 1500 meter vrouwen
De Nederlandse kampioenschappen schaatsen afstanden 1998 - 1500 meter vrouwen worden gehouden in Thialf in december 1997. 
Titelverdedigster is Judith Straathof die de titel pakte tijdens de Nederlandse kampioenschappen schaatsen afstanden 1997

## Uitslag
| #      | Schaatser         | Tijd    |
| ------ | ----------------- | ------- |
| Goud   | Annamarie Thomas  | 1.59,83 |
| Zilver | Marianne Timmer   | 2.01,39 |
| Brons  | Tonny de Jong     | 2.02,15 |
| 4      | Sandra 't Hart    | 2.02,37 |
| 5      | Marieke Wijsman   | 2.02,92 |
| 6      | Sandra Zwolle     | 2.03,64 |
| 7      | Barbara de Loor   | 2.04,14 |
| 8      | Wieteke Cramer    | 2.04,59 |
| 9      | Andrea Nuyt       | 2.04,76 |
| 10     | Frouke Oonk       | 2.05,41 |
| 11     | Jitske Cnossen    | 2.06,61 |
| 12     | Judith Straathof  | 2.07,06 |
| 13     | Frijke Schaafsma  | 2.07,20 |
| 14     | Martine Oosting   | 2.08,09 |
| 15     | Helen van Goozen  | 2.30,01 |
| 16     | Renate Groenewold | 2.42,56 |

1987 · 
1988 · 
1989 · 
1990 · 
1991 · 
1992 · 
1993 · 
1994 · 
1995 · 
1996 · 
1997 · 
1998 · 
1999 · 
2000 · 
2001 · 
2002 · 
2003 · 
2004 · 
2005 · 
2006 · 
2007 · 
2008 · 
2009 · 
2010 · 
2011 · 
2012 · 
2013 · 
2014 · 
2015 · 
2016 · 
2017 · 
2018 · 
2019 · 
2020 · 
2021 · 
2022 · 
2023 · 
2024 · 
2025